# Nha Trang
Nha Trang is een stad in Vietnam en is de hoofdplaats van de provincie Khánh Hòa. De stad ligt aan de monding van de Cai.
Nha Trang telt ongeveer 520.000 inwoners. De belangrijkste bronnen van bestaan zijn de visserij en het toerisme. In de haven van Nha Trang is er een vissersvloot en ook infrastructuur voor de opslag van olie. In de stad is er een universiteit gespecialiseerd in visserij. Nha Trang staat bekend als een van de beste plaatsen in Vietnam voor snorkelen en duiken.

## Geschiedenis
Ook zijn er sporen van het koninkrijk Champa te vinden. De Cham die zich vanaf het jaar 200 in centraal Vietnam vestigden, beheersten dit gebied tot de tiende eeuw. De Cham waren deels boeddhistisch en deels hindoeïstisch. Het gebied rond Nha Trang was het land Kauthara. Nha Trang was de laatste stad die nog lang in handen bleef van de Cham, daarom zijn er met name in deze omgeving nog veel gebouwen uit deze periode. De Po Nagar, een hindoeïstisch bouwwerk iets ten noorden van Nha Trang, is misschien wel de meest indrukwekkende met vele torens, zalen en beelden.
In 1653 kwam de stad in handen van de Nguyen-dynastie van Zuidelijk Vietnam. 
In 1862 kwam de stad in handen van de Fransen. In 1912 openden zij een treinstation in de stad op de lijn Hanoi - Saigon. Onder Frans bewind werd Nha Trang met zijn zandstrand een badplaats.
Aan het einde van de negentiende en begin van de twintigste eeuw woonde Alexandre Yersin in Nha Trang. Hij was geneeskundige en bacterioloog die in 1894 het pathogeen ontdekte dat de pest veroorzaakte. Later kon met behulp van dit pathogeen een vaccin gemaakt worden tegen deze infectieziekte. In Nha Trang richtte hij in 1895 een vestiging op van het Franse Pasteur-instituut waar onder zijn leiding nader onderzoek werd verricht. Dit onderzoekscentrum bestaat nog steeds. Een deel van dit instituut is nu het Musée Pasteur, gewijd aan het leven van Yersin.

## Administratieve eenheden
Nha Trang is stad en is onderverdeeld in twintig phường en zeven xã's.
- Phường Lộc Thọ
- Phường Ngọc Hiệp
- Phường Phước Hải
- Phường Phước Hòa
- Phường Phước Long
- Phường Phước Tân
- Phường Phước Tiến
- Phường Phương Sài
- Phường Phương Sơn
- Phường Tân Lập
- Phường Vạn Thắng
- Phường Vạn Thạnh
- Phường Vĩnh Hải
- Phường Vĩnh Hiệp
- Phường Vĩnh Hòa
- Phường Vĩnh Nguyên
- Phường Vĩnh Phước
- Phường Vĩnh Thọ
- Phường Vĩnh Trường
- Phường Xương Huân
- Xã Phước Đồng
- Xã Vĩnh Lương
- Xã Vĩnh Ngọc
- Xã Vĩnh Phương
- Xã Vĩnh Thái

## Verkeer en vervoer
Er is een regionale luchthaven in Cam Ranh, op 40 kilometer van Nha Trang. De stad ligt op 8 uur rijden van Ho Chi Minh Stad.

## Religie
Het grootste deel van de bevolking hangt een boeddhistische stroming aan. In de stad zijn er daarom talloze boeddhistische bouwwerken, zoals de Thap Ba Cham-tempel gewijd aan de boeddhistische priester Ponagar en de Long Son-pagode, met de 14 meter hoge witte Boeddha. Dit is deels een monument opgericht voor een aantal monniken die zichzelf verbrand hebben als protest tegen het toenmalige Zuid-Vietnamese Diem-regime.
Sinds 1960 is Nha Trang de zetel van het rooms-katholieke bisdom Nha Trang.

## Geboren
- Scotty Nguyen (1962), pokerspeler